# Jan Skiba
Jan Skiba (ur. 23 stycznia 1927 w Morawsku, zm. 12 sierpnia 2017 w Krakowie) – polski ekonomista, menedżer, działacz partyjny i państwowy, doktor habilitowany, w latach 1973–1978 wiceprezydent Krakowa i z urzędu wicewojewoda krakowski.

## Życiorys
Syn Władysława i Julianny. Z wykształcenia ekonomista, zajmował się m.in. ekonomicznymi aspektami rewaloryzacji zabytków w Krakowie. Uzyskał stopnie doktora i doktora habilitowanego. Autor książek, m.in. Kraków w XXV-leciu PRL (1966) i Rewaloryzacja zespołów zabytkowych Krakowa (1976).
Wstąpił do Polskiej Zjednoczonej Partia Robotniczej. Od 1957 był zastępcą kierownika Wydziału Ekonomicznego Komitetu Wojewódzkiego PZPR w Krakowie, a od 1960 sekretarzem ekonomicznym Komitetu Miejskiego tamże. W 1973 został członka KW PZPR w Krakowie. W latach 1973–1978 zajmował stanowisko wiceprezydenta Krakowa i z urzędu wicewojewody krakowskiego (zarówno „dużego”, jak i „małego” województwa). Od 1978 przez wiele lat pozostawał dyrektorem naczelnym Krakowskiego Przedsiębiorstwa Konstrukcji Stalowych i Urządzeń Przemysłowych „Mostostal”. Należał do rady patronackiej Wisły Kraków.
18 sierpnia 2017 pochowany na cmentarzu Rakowickim w Krakowie.